# 10 de juny
El 10 de juny és el cent seixanta-unè dia de l'any del calendari gregorià i el cent seixanta-dosè en els anys de traspàs. Queden 204 dies per finalitzar l'any.

## Esdeveniments
Països Catalans
- 1363 - València resisteix el setge que Pedro el Cruel de Castella havia iniciat el 21 de maig.
- 1916 - Creació de l'Aeroclub de Catalunya.[1]
- 1936 - Mallorca: es publica la Resposta als catalans (que responia al Missatge als mallorquins del maig del mateix any), signat per uns 150 intel·lectuals i professionals mallorquins.
- 1975 - S'inaugura la Fundació Joan Miró a Barcelona.[2]

Resta del món
- 1596 - Els exploradors neerlandesos Willem Barents i Jacob van Heemskerk descobreixen l'illa de Bjørnøya, entre Noruega i les Svalbard.
- 1794 - França: Es promulga la llei de 22 de Pradial, i comença el Gran Terror.[3]
- 1865 - Múnic (Regne de Baviera): al Teatre de la Residència, s'estrena Tristan und Isolde de Richard Wagner.
- 1916 - Comença la Rebel·lió Àrab: Lawrence d'Aràbia i Faisal s'aixequen contra els otomans, iniciant la independització de les terres àrabs.

## Naixements
Països Catalans
- 1845 - Palma: Manuela de los Herreros Sorà, escriptora i administradora mallorquina (m. 1911).[4]
- 1889 - Vic, Osona: Manuel Brunet i Solà, periodista i escriptor català (m. 1956).[5]
- 1941 - Barcelona: Joan Soler i Amigó, pedagog i escriptor català, especialitzat en la recerca de la cultura popular (m. 2022).
- 1963 - València: Cristina Moreno Fernández, economista i política, diputada a Corts.[6]
- 1973 - Barcelona: Natàlia Via-Dufresne Pereña, regatista catalana guanyadora de dues medalles olímpiques.[7]
- 1991 - Granollers, Vallès Oriental: Pol Espargaró i Villà, pilot català de motociclisme.
- 1999 - Vilassar de Mar: Ona Batlle Pascual, futbolista catalana, defensa del FC Barcelona.[8]

Resta del món
- 940 - Buzajan, Gran Khorasan: Abu-l-Wafà Muhàmmad al-Buzajaní, matemàtic.[9]
- 1719 - Alcanyís (Aragó): Francisco Mariano Nifo, periodista i fundador de periòdics (m. 1803).
- 1818 - Londresː Clara Novello, soprano que es prodigà tant en l'òpera com en l'oratori i l'escenari de concerts (m. 1908).[10]
- 1819 - Ornans (França): Gustave Courbet, pintor francès (m. 1877).[11]
- 1860 - Brăila, Romania: Hariclea Darclée, cèlebre soprano romanesa (m. 1939).[12]
- 1863 - Saint-Quentin, França: Madeleine Zillhardt, pintora, escriptora i decoradora francesa (m. 1950).[13]
- 1880 - Chatou, França: André Derain, pintor i il·lustrador francès.
- 1880 - Nagykároly, Romania: Margit Kaffka, escriptora i poeta hongaresa (m. 1918).[14]
- 1899 - Leipzig: Anita Berberː ballarina, actriu i escriptora alemanya, pintada per Otto Dix.[15]
- 1901 - Berlín (Alemanya): Frederick Loewe, compositor estatunidenc d'origen austríac (m. 1988).[16]
- 1908 - Joplin, Missouri, Estats Units: Robert Cummings, actor, director i productor estatunidenc.
- 1915 - Lachine (Canadà): Saul Bellow, escriptor nord-americà, Premi Nobel de Literatura de l'any 1976 (m. 2005).[17]
- 1919 - Baltimore, Maryland: Martha Goldstein, intèrpret de clavicèmbal i piano (m. 2014).[18]
- 1922 - Grand Rapids (Minnesota): Judy Garland, actriu i cantant nord-americana (m. 1969).[19]
- 1927 - Budapest, Hongria: Ladislau Kubala Stecz, futbolista i entrenador de futbol d'origen eslovacohongarès, considerat un dels millors jugadors de la història (m. 2002).[20]
- 1928 - Hannover, (Alemanya): Carl Dahlhaus, musicòleg alemany (m. 1989).[21]
- 1929 - Birmingham, Alabama (EUA): Edward Osborne Wilson, entomòleg i biòleg estatunidenc, Premi Internacional Catalunya 2007.[22]
- 1929 - Newark (Nova Jersey), EUA: Grace Mirabella periodista de moda estatunidenca, editora en cap de la revista Vogue. (m. 2021)
- 1938 - Lieja Bèlgica: Violetta Villas, cantant, compositora, lletrista i actriu de teatre i de cinema polonesa (m. 2011).[23]
- 1941 - Elorrio (País Basc): José Antonio Ardanza Garro, un polític basc, lehendakari d'Euskadi entre 1985 i 1999 (m. 2024).[24]
- 1947 - La Rochefoucauld, França: Nicole Bricq, fou una política francesa militant del Partit Socialista.
- 1949 - Sofia, Bulgària: Tania Boteva-Malo, directora de cinema i escriptora búlgara en francès.[25]
- 1951 - Almansa: Alicia Giménez Bartlett, filòloga i escriptora espanyola, resident a Barcelona.[26]
- 1953 - París: Dominique de Courcelles, historiadora de les idees francesa, arxivera, paleògrafa, restauradora arquitectònica i teològa.[27]
- 1971 - Valladolid: Soraya Sáenz de Santamaría, política i jurista que fou ministra i vicepresidenta del Govern d'Espanya.[28]

## Necrològiques
Països Catalans
- 1902 - vil·la Joana, Vallvidrera, Barcelona: Jacint Verdaguer, prevere i el més gran poeta català de la Renaixença (n. 1845).[29]
- 1926 - Barcelona: Antoni Gaudí, arquitecte català, tres dies després de ser atropellat per un tramvia (n. 1852).[30]
- 1943 - La Vall d'Uixó (Plana Baixa)ː Carmen Tur Melchor (n. 1900), cantant d'òpera valenciana.[31]
- 1982 - Portlligat, Alt Empordà: Gala Dalí, esposa i musa de Salvador Dalí (n. 1894).[32]
- 1988 - Barcelona: Josep Tarradellas i Joan, 125è president de la Generalitat de Catalunya (n. 1899).[33]
- 2005 - Barcelona: Pere Esteve i Abad, polític català, diputat al Parlament de Catalunya i al Parlament Europeu (n. 1942).[34]
- 2008 - Tiana: Teodor Garriga i Osca, periodista català, president de Ràdio Associació de Catalunya (n. 1909).[35]

Resta del món
- 323 aC, Babilònia: Alexandre el Gran, rei de Macedònia, conqueridor de l'Imperi Persa.
- 1190, riu Göksu, a prop de Silifke (Turquia): Frederic Barbarroja, Emperador d'Alemanya, ofegat (n. 1122).
- 1580, Lisboa: Luís de Camões, poeta portuguès, considerat el més important de la literatura portuguesa (n. 1524).[36]
- 1649, Yanping - Fuzhou (Xina): Giulio Aleni, jesuïta italià, matemàtic, geògraf, missioner a la Xina (n. 1582).[37]
- 1787, Madridː Maria Antonia Vallejo Fernández, la Caramba, cançonetista, cantaora i bailaora de flamenc (n. 1750).[38]
- 1836, Marsella, França: André-Marie Ampère, físic i matemàtic francès (n. 1775).[39]
- 1894 - Madrid, Federico de Madrazo, pintor espanyol (n. 1815).[40]
- 1906, Nova York: Mary Corinna Putnam, metgessa, escriptora, i sufragista nord-americana (n. 1842).[41]
- 1918, Milà (Itàlia): Arrigo Boito, escriptor, crític i compositor italià (n. 1842).[42]
- 1934 - Grez-sur-Loing, Seine-et-Marne, França: Frederick Delius, compositor anglès (n. 1862).[43]
- 1940, Londres (Anglaterra): Marcus Garvey, Jr., heroi nacional de Jamaica, fou un editor, periodista, empresari, nacionalista negre, panafricanista (n. 1887).[44]
- 1948, Brighton (Anglaterra): Philippa Fawcett, matemàtica i educadora anglesa (n. 1868).[45]
- 1949, Lillehammer, Noruega: Sigrid Undset, escriptora noruega, Premi Nobel de Literatura el 1928 (n. 1882).[46]
- 1967, Los Angeles (EUA): Spencer Tracy, actor estatunidenc (n. 1900).
- 1976, Françaː Margueritte Laugier, astrònoma francesa que va descobrir vint-i-un asteroides (n. 1896).[47]
- 1987, Pittsburgh, Pennsilvània, Estats Unitsː Elizabeth Hartman, actriu de cinema, teatre i televisió estatunidenca (n. 1943).[48]
- 1996, Londres: Marie-Louise von Motesiczky, pintora austríaca (n.1906).[49]
- 2003, Bangkok (Tailàndia): Lopon Tsechu, gran mestre del budisme tibetà.

## Festes i commemoracions
- El Dia Mundial del Modernisme.
- Festa Local a Olesa de Montserrat a la comarca del Baix Llobregat.
- Dia de la Memòria, a Catalunya: repic simultani de campanes a esglésies d'Osona, Ripollès, Catalunya Nord, etc., en commemoració de l'aniversari de la mort de Jacint Verdaguer, extensiu a altres autors catalans. Es va fer per primer cop en 2011.

### Santoral

#### Església Catòlica
- Sants al Martirologi romà (2011):[50] Censuri d'Auxerre, bisbe (s. V); Oliva de Palerm (463); Landeric de París, bisbe (656); Itamar de Rochester, bisbe (656); Maurí de Colònia, abat (s. X); Bogumil de Gniezno, bisbe i eremita (1182); Deodat de Ebersheimmunster, monjo.
  - Beats Diana degli Andalò, verge (1236); Enric de Bolzano, laic (1315); Giovanni Dominici, dominic (1419); Thomas Green i Walter Pierson màrtirs cartoixans (1537); Marco Antonio Durando, prevere i fundador (1880); Edouard Poppe, sacerdot (1924); Eustachius Kugler, religiós (1946)
- Sants Basílides, Tripos, Mandal i companys, màrtirs a Roma (s. I); Amanci, Getuli, Cereal i Primitiu de Gabii, màrtirs (120); Aresi, Rogat i companys, màrtirs a Âfrica; Críspul, màrtir a Hispània (segle iv?); Màxim d'Aveia, màrtir (359); Asteri de Petra, bisbe (362); Timoteu de Prusa, bisbe (362); Illadan de Rathlihen, bisbe (s. VI); Anià de Chartres, bisbe; Evremund de Fontenay, abat (720, a Senlis); Fortunat de Trèveris, bisbe; Críspul i Restitut de Peñaflor, màrtirs llegendaris (segle ix); Oliva de Palerm, màrtir (s. X); Faustina de Cízic, màrtir.
- Beats Landericua de Novalese, monjo màrtir (1050); Amada de Bolonya (1270); Guiu de Valperga, bisbe.
- Venerables Gerlach d'Obermarchtal, prior (1200); Bonaventura Baduario, cardenal i màrtir (1386); Maria Maddalena de Capri, monja (1546).
- Servent de Déu Antoni Gaudí i Cornet.
- Venerats a l'Orde de la Mercè: santa Elisabet Guillem, verge.
- A Portugal: l'Àngel de la Guarda de Portugal.

#### Església Copta
- 3 Paoni: partença de Marta d'Egipte, Cosme I d'Alexandria (730); Abraham de Faium, bisbe (1914); Hilarió, bisbe; consagració de les esglésies de Sant Jordi de Birma i Beer Maa.

#### Església Ortodoxa (segons el calendari julià)
- Se celebren els corresponents al 23 de juny del calendari gregorià.

#### Església Ortodoxa (segons el calendari gregorià)
Corresponen al 28 de maig del calendari julià litúrgic:
- Sants Nicetas de Calcedònia, bisbe; Ignasi de Rostov, bisbe i taumaturg; Germà de París, bisbe; Hel·ladi de l'Est, màrtir; Eutiqui de Melitene, bisbe; Helicònide de Tessalònica, màrtir; Sofroni de Bulgària, monjo venerable; Demetri màrtir; Zacaries de Prusa; Crescent, Pau i Diòscur de Roma, màrtirs.

#### Església Episcopal dels Estats Units
- Sants Efraïm d'Edessa, diaca.

#### Esglésies luteranes
- Friedrich August Tholuck, teòleg (Església Evangèlica d'Alemanya)